# Fly by Night. Хроники Расколотого королевства
Fly by Night. Хроники Расколотого Королевства — дебютный роман британской детской писательницы Фрэнсис Хардинг, получивший в 2006 году премию Branford Boase Award. Выпущен в России в 2016 году детским издательством Clever.

## Сюжет
Действие романа разворачивается в вымышленном мире под названием «Расколотое Королевство», которое напоминает своей атмосферой Англию начала XVIII века.
Главной героине Мошке Май 12 лет. Её мать умерла во время родов, а отец, Книжник, научил Мошку читать и писать, тем самым выделив её среди остальных жителей Королевства, большинство из которых не обучено грамоте. Отец тоже умер, оставив Мошку сиротой в 8 лет. С тех пор она живёт на мельнице у дяди, который её недолюбливает.
В деревню, где живёт Мошка, приходит Эпонимий Клент, аферист и проходимец, тайный агент Книжников. Его арестовывают, но Мошка освобождает его, требует нанять её секретарём и забрать с собой. Вместе с боевым гусем Сарацином они совершают побег, после чего начинаются приключения героев среди мятежников, воров и убийц города Манделион.

## Название
Для российского издания было решено частично оставить оригинальное название Fly by Night, которое представляет собой английскую идиому и означает одновременно несколько понятий:
- беглый должник;
- ненадёжная личность;
- непостоянный, временный;
- безответственный.

Fly (англ.) —
- муха;
- полёт.

Night (англ.)
- ночь.

## Персонажи
- Мошка Май — главная героиня романа, сирота 12ти лет, которая сбегает из дома своего дяди вместе с гусем Сарацином.
- Сарацин — боевой гусь Мошки, верный спутник в её приключениях и главный комический персонаж романа.
- Эпонимий Клент — главный мужской персонаж романа, аферист, шпион гильдии Книжников.
- Квиллам Май — отец Мошки, умер, когда дочери было 8 лет. Его книги, рассказывающие о свободе, были сожжены.
- Капитан Клем Блит — разбойник с большой дороги, не такой подлый, как о нём рассказывают.
- Вокадо Авурлейс — герцог Манделиона, номинальный правитель Манделиона.
- Леди Тамаринд — сестра Вокадо Авурлейс.

## Мир в романе

### Государство
Правитель Королевства умер, не оставив прямого наследника. Парламент созвал Комитет влиятельных особ, которые должны были решить, кто достоин носить корону. Но за десятилетия Комитет так и не смог избрать короля, и в государстве начался раскол. Правители крупных городов устроили войну за трон, в которой никто не смог победить. В результате Королевство расколото на самоуправляющиеся регионы, от чего пошло название Расколотого Королевство. Столица Королевства город Манделион, как и прежде, подчиняется указам Парламента, но другие области все чаще передают власть местным правителям.
Во время действий первого романа между правителями нет открытой войны, однако в Королевстве постоянно присутствует напряжённость.

### Пантеон богов
В Расколотом Королевстве верят во множество божеств, которых называют Почтенными покровителями. Каждое божество отвечает за определённое явление: один отгоняет мух от варенья, другой покровительствует азартным играм и так далее. Каждому божеству посвящено несколько часов в году. Младенцы получают имена в честь покровителя, в час которого родились. Например, главную героиню зовут Мошкой, потому что она родилась в час Мухобойщика. Поклоняются люди тому Господину или Госпоже, кто больше всех нравится.
Формально все божества равны, но на самом деле есть неприятные божества, в честь которых дают неприятные имена.

### Гильдии
После смерти Правителя власть в Королевстве удерживается ремесленными Гильдиями. Каждый ремесленник от часовщика до создателя карт принадлежит к определённой Гильдии, которые, в свою очередь, фактически управляют Королевством и не позволяют снова воцариться монархии.
- Ключники — гильдия изготовителей ключей и замков, располагается в Манделионе, старший мастер Арамай Тетеревятник. Нет замка, который не смог бы открыть умелый Ключник. Контролирует преступность и обеспечивает защиту покупателям своих замков. Гильдия активно набирает власть и захватывает влияние целых городов.
- Книжники — гильдия печатников и переплётчиков, располагается в Манделионе, старший мастер Мэбвик Ток. Мастера печатного слова и владельцы всех печатных станков. Если на книге нет печати Книжников, она объявляется ересью и подлежит сожжению. Фактически контролирует знания в Королевстве. Самая влиятельная, но теряющая власть Гильдия. Отец главной героини Квиллам Май относится к этой гильдии.
- Речники — гильдия лодочников, патрулирует реки и досматривает водный транспорт.
- Птицеловы — радикального религиозное движение, которое обрело силу после падения монархии. Они погрузили Королевство в десятилетнюю войну религиозных чисток, во время которой Птицеловы хотели заменить многобожие на единобожие. Считается, что все Птицеловы были уничтожены совместными усилиями Гальдий, однако в реальности они ушли в подполье, где планируют заговор против Королевства.